# Ligne Kehärata
La ligne Kehärata est une ceinture périphérique ferroviaire de la ville Helsinki, entre les gares de Tikkurila et de Vantaankoski en Finlande. Elle relie la voie de Vantaankoski et la Voie ferroviaire principale de Finlande à Hiekkaharju.

## Histoire
La première pierre de la ligne a été posée le 3 mars 2009 et la construction a commencé le 13 mai 2009 avec le creusement de tunnels de service.
L'excavation d'une gare en tunnel de 300 m de long sous l'aéroport a été achevée en mars 2010,.
La Kehärata a commencé à fonctionner le 1er juillet 2015. 
La gare de l'aéroport d'Helsinki-Vantaa a ouvert ses portes plus tard, avec l'ouverture de l'entrée Tietotie le 10 juillet et la liaison directe au terminal en décembre 2015.

## Infrastructure

### Ligne
L'objectif principal de la ligne est de servir dans le cadre du service de transport ferroviaire de la banlieue d'Helsinki. 
La Kehärata assure aussi une liaison ferroviaire entre les trains longue distance et l'aéroport d'Helsinki-Vantaa via Tikkurila ou Pasila.
Les trains I et P circulent sur la voie.
Les trains I partent d'Helsinki en direction de Tikkurila dans le sens inverse des aiguilles d'une montre et les trains P en direction de Vantaankoski dans le sens des aiguilles d'une montre.

### Gares
La première phase de travaux inclut la construction de cinq nouvelles gares: Vehkala, Kivistö, Aviapolis,  Aéroport et de Leinelä. 
Les gares d'Aviapolis et de l'aéroport sont souterraines. 
Trois autres gares sont en projet: la gare de Petas en surface, ainsi que la gare de Viinikkala et la gare de Ruskeasanta en souterrain.

## Exploitation
Parcours des trains P & I : Helsinki – Pasila – Ilmala – Huopalahti – Pohjois-Hsaaga – Kannelmäki – Malminkartano – Myyrmäki – Louhela – Martinlaakso – Vantaankoski – Vehkala – Kivistö – Aviapolis –  Aéroport d'Helsinki-Vantaa – Leinelä – Hiekkaharju – Tikkurila – Puistola – Tapanila – Malmi – Pukinmäki – Oulunkylä – Käpylä – Pasila – Helsinki.

## Galerie

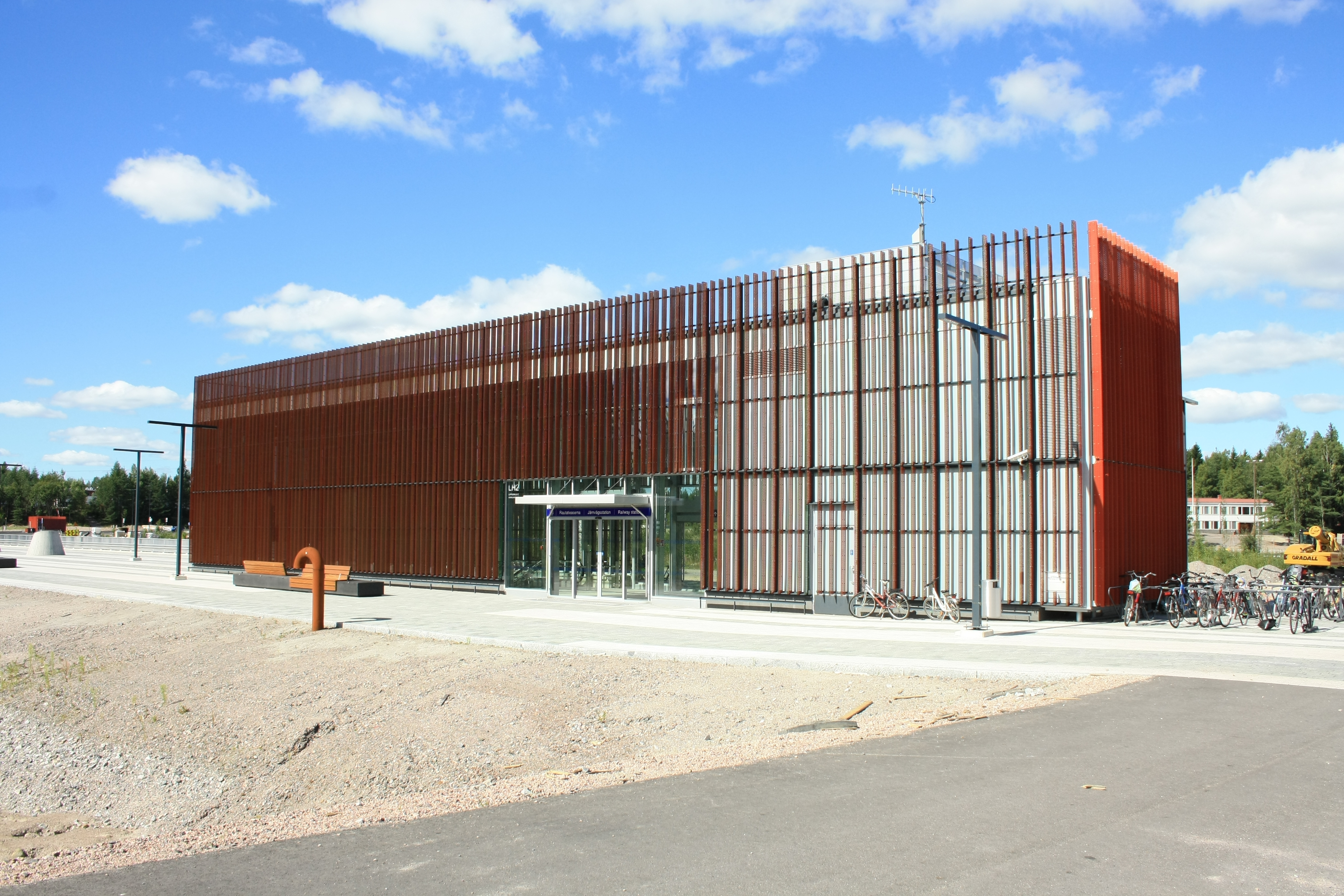
Gare de Kivistö.
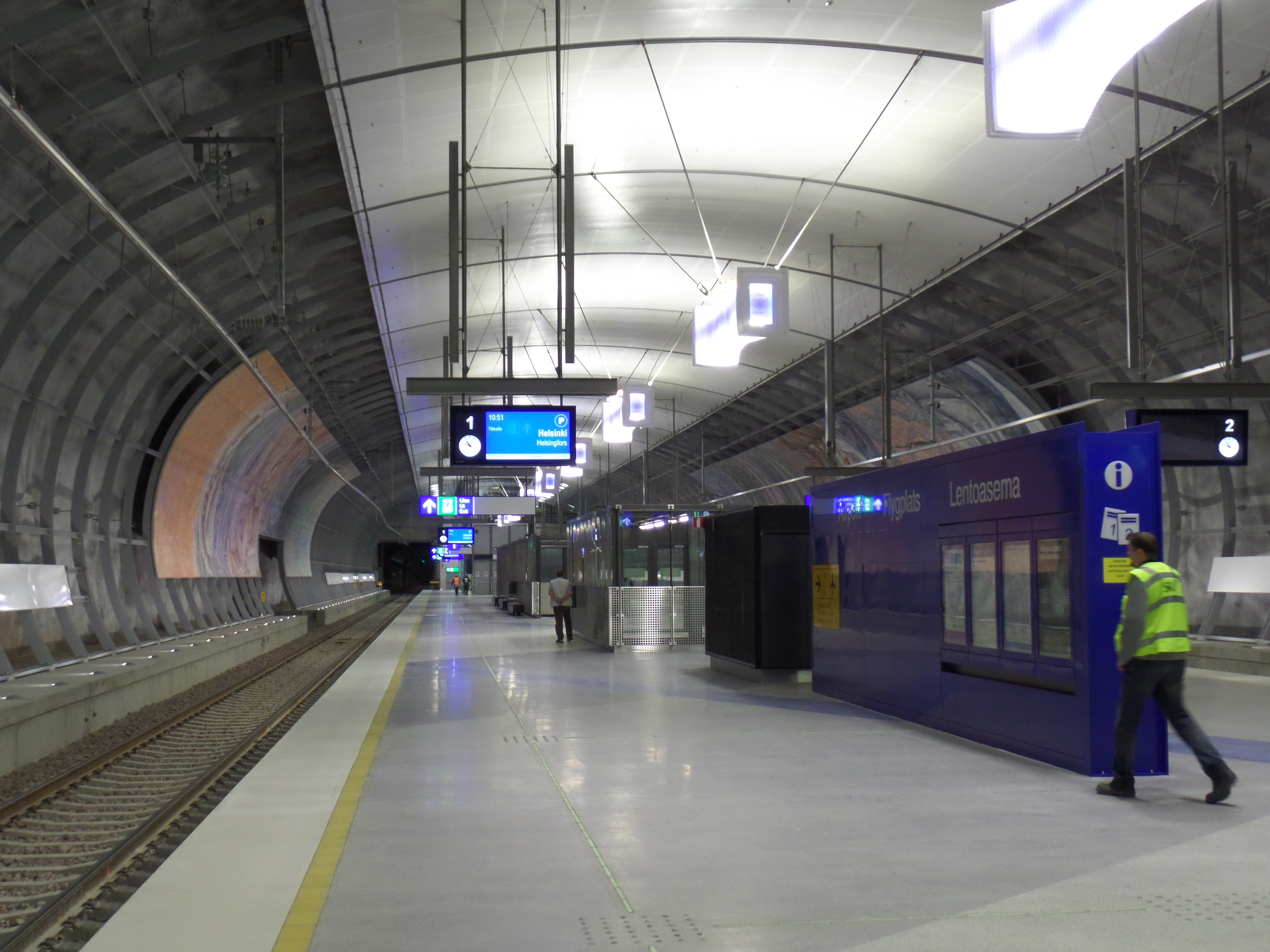
Gare de l'aéroport d'Helsinki-Vantaa.
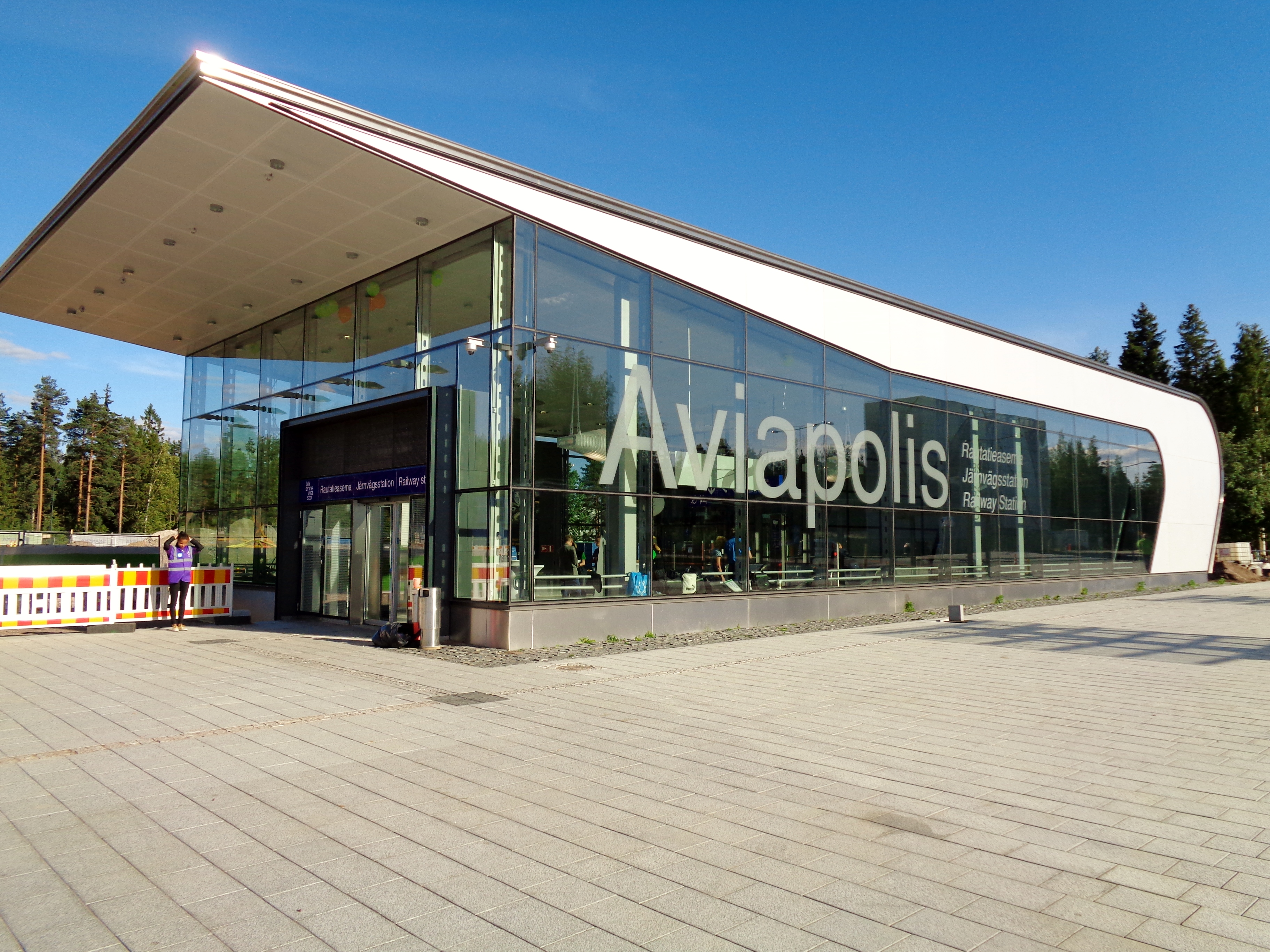
Gare d'Aviapolis.